# Galassia ad anello

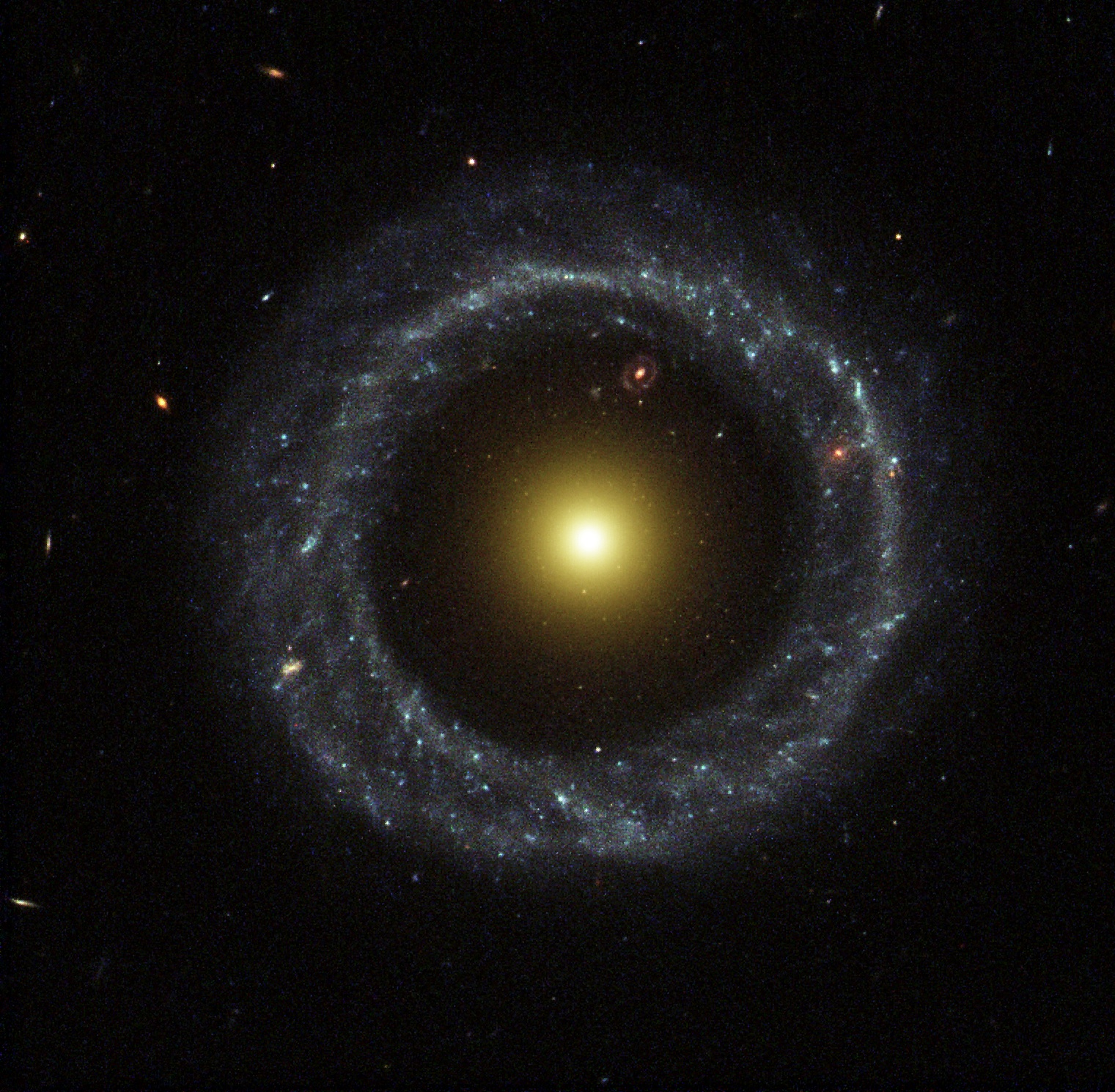
L'Oggetto di Hoag, una galassia ad anello.

Una galassia ad anello è una galassia con un aspetto simile ad un anello; questo è formato da stelle blu relativamente giovani e massicce, estremamente brillanti. La regione centrale contiene invece relativamente poca materia luminosa.
Alcuni astronomi ritengono che le galassie ad anello si formino quando una galassia più piccola passa attraverso il centro di una galassia più grande. Poiché lo spazio interstellare all'interno di una galassia è relativamente grande, le reali collisioni tra stelle sono eventi abbastanza rari. Tuttavia il disgregamento gravitazionale causato da eventi simili potrebbe causare un'onda di formazione stellare che si diffonde attraverso l'intera galassia maggiore. Secondo altri studiosi invece, gli anelli si formano attorno ad alcune galassie in seguito ad una accrezione dall'esterno. La formazione stellare ha luogo nel materiale di accrezione in conseguenza degli urti e della compressione nel materiale di apporto.
L'esempio più noto di galassia ad anello è dato dall'Oggetto di Hoag, scoperto da Art Hoag nel 1950.